# Friedrich Bayer (General)
Friedrich Bayer (* 1. November 1887 in Krotoschin, Provinz Posen; † 5. August 1953 im Kriegsgefangenenlager 5110/48 Woikowo bei Moskau) war ein deutscher Offizier, zuletzt Generalleutnant der Wehrmacht. 

## Leben
Friedrich Bayer trat Ende Februar 1907 als Fähnrich in die Königlich-preußische Armee ein. Im Infanterie-Regiment Nr. 24 wurde er Ende Januar 1908 mit Patent zu Mitte 1906 zum Leutnant ernannt. 
Von August 1919 bis März 1935 war er im Polizeidienst, wechselte dann im Dienstgrad eines Obersts wieder zum Militär. 
Anschließend war er bis September 1939 erst Kommandeur des neu aufgestellten Infanterie-Regiments 78 der 26. Infanterie-Division und dann als Nachfolger von Helge Auleb Kommandeur des Infanterie-Regiments 77. 1938 war er bereits zum Generalmajor befördert worden. 1939/40 kommandierte er die Division Nr. 182 (vormals Kommandeur der Ersatztruppe 2 im Wehrkreis XII) und wurde in dieser Position zum Generalleutnant befördert. Es folgte bis Anfang 1941 die Position als Kommandant von Straßburg. 
Ab Mitte März 1941 übernahm er die neu aufgestellte 281. Sicherungs-Division, welche er bis Oktober 1941 führte. Für das Verantwortungsgebiet Kaunas seiner Division setzte er die Vorgabe der 16. Armee, keine lokalen Autonomiebewegungen zu tolerieren, um. Er äußerte sich auch abfällig über die Bevölkerung in seinem Einsatzbereich als „klar ostisches Gepräge“. Als im August 1941 über 300 Kommunisten und Juden im Bereich der 281. Sicherungs-Division in Rositten durch den lettischen Selbstschutz erschossen wurden, gab Bayer eine „ernste Mahnung“ aus, „dass sich jeder Soldat einer Kritik und Stellungnahme diesen Dingen gegenüber zu enthalten habe“.  Im Anschluss entzog er aber allen Feld- und Ortskommandanturen die Zuständigkeit für „alle die Juden betreffenden Maßnahmen“. Wilhelm von Leeb übertrug ihm im August 1941 die Leitung für die Vernichtung von Partisanen nördlich von Pskow. Dies veranlasste Bayer dazu, die Heranführung dreier Landesschützen-Bataillone zu beschleunigen.
Anschließend wurde er in die Führerreserve versetzt, aber auf seinen Befehl hin wurden im Dezember 1941 alle Filzstiefel, auch die der Kinder, der russischen Bevölkerung beschlagnahmt.
Ab Dezember 1941 übernahm er für zwei Monate die Führung der 122. Infanterie-Division als Vertretung für Siegfried Macholz  und wurde für ein paar Tage im März 1942 Kommandeur der 181. Infanterie-Division. Anschließend war er bis Ende September 1942 Kommandeur der 217. Infanterie-Division. Am 27. September 1942 wurde er Kommandeur der 347. Infanterie-Division, welche er bis 12. Oktober 1943 führte. Es folgte ab Ende November das Kommando der 408. Ersatz-Division. Ab Mitte Juni 1944 übernahm er das Kommando über die 153. Feldausbildungs-Division, welche während seines Kommandos zweimal neu aufgestellt wurde. Am 11. September 1944 geriet er an der Ostfront in sowjetische Gefangenschaft, in welcher er 1953 starb.